# Abumarkub
Abumarkubul (Balaeniceps rex), numită și pasărea gheată, pasărea sabot, este o pasărea foarte mare care trăiește în desișurile de papirus nepătrunse ale Nilului superior. Corpul este uniform gri-cenușiu. Are o talie mare, având o lungime de 120 cm și o greutate 6,7 kg. Picioarele sunt lungi, iar aripile late și lungi. Ciocul este enorm (are o lungime de 19 cm), asemănător unei ghete de lemn sau unui sabot. Când zboară, își trage gâtul înapoi, sprijinindu-și pe umeri capul său mare, cu ciocul masiv. Zboară greu și nu o face decât la mare nevoie. Masculul este ceva mai mare decât femela. Se hrănește cu pești, broaște, pui de crocodil și cu șerpi de apă, precum și rozătoare și păsări tinere de apă, pe care le prinde și le reține cu ciocul său de o formă unică la păsări. Este singura specie a familiei Balaenicipitidae. Această pasăre este numită de indigeni "abu-marakub" (în traducere "tatăl sabotului").